# Туристичний маршрут
Туристський (туристичний) маршрут — попередньо спланована туристами або суб'єктом туристичної діяльності подорож, що
може охоплювати один чи декілька туристських шляхів і характеризується визначеним порядком пересування туристів через певні географічні пункти.
Складниками туристського маршруту є початковий, проміжні і кінцевий пункти, стежки і дороги, які їх з'єднують безпосередньо чи розгалуженнями.

## Класифікація
Класифікацію спортивних туристських маршрутів за категоріями складності (ступенями) здійснюють маршрутно-кваліфікаційні комісії (МКК) при федераціях спортивного туризму. Маршрути, які визнані еталонними, вписують до Переліку класифікованих туристських маршрутів (перевалів, печер).
Туристські маршрути класифікують залежно від:

### Території, якою вони прокладені
- далекобіжні (регіональні — охоплюють територію певного регіону і тривають понад три дні, національні — виходять за межі регіону, міжнародні — за межі держави);
- місцеві — це ті, які починаються і закінчуються в одній місцевості (районі) і тривають не більше ніж один день. Ними можуть бути — навчальні (еколого- та науково-пізнавальні), прогулянкові і маршрути вихідного дня з використанням різних засобів пересування.;
- близькі — до них належать дво- або триденні маршрути, які можуть охоплювати територію одного або більше районів.

### Засобу пересування
- пішохідні;
- велосипедні;
- лижні;
- водні;
- кінні;
- комбіновані;

### Тривалості
- короткотермінові;
- багатоденні;

### Мети подорожі (призначення)
- навчальні;
- пізнавальні (екскурсійні, краєзнавчі, екологічні);
- оздоровчі (рекреаційні);
- спортивні;
- екстремальні;

### Конфігурації шляху
- кільцеві (початок і кінець маршруту знаходяться в тому самому географічному пункті перебування);
- лінійні (початок і кінець маршруту знаходяться в різних географічних пунктах перебування);
- радіальні (радіальні виходи прокладають, як правило, від основного маршруту для огляду цікавих туристсько-екскурсійних об'єктів, що лежать осторонь основного шляху. При цьому частину спорядження[2] можна тимчасово залишити на зберігання в опорному пункті).
- можливе також поєднання кільцевих і лінійних маршрутів з радіальними (так звані лінійно-радіальні або кільцево-радикальні).